# 도브리 보질로프

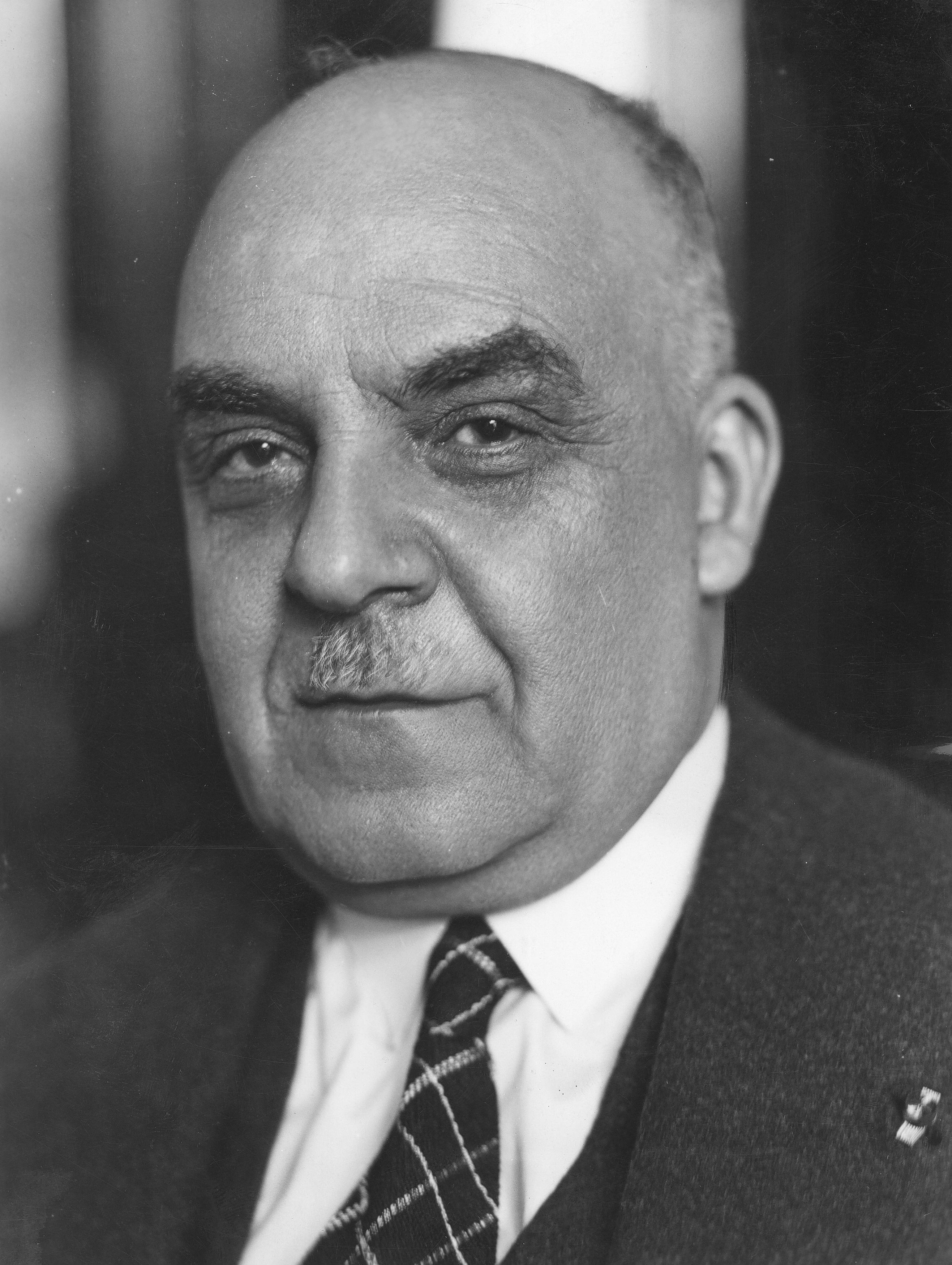

도브리 보질로프 하지야나키예프(불가리아어: Добри Божилов Хаджиянакиев, 1884년 6월 13일 ~ 1945년 2월 1일)는 불가리아의 정치인으로, 제2차 세계 대전 중인 1943년부터 1944년까지 불가리아의 총리를 지냈다.
슬리벤 주의 코텔에서 태어난 그는 총리 재임 기간 동안 친 독일 정책을 펴고 반체제파를 탄압하였으며, 1944년에 총리 자리에서 물러났다. 그 해 이반 바그리아노프가 그의 뒤를 이어 불가리아의 총리가 되었다. 보질로프는 1945년, 불가리아 인민 재판소에서 사형을 선고 받고 처형되었다.